# Děkanát Veselí nad Moravou
Děkanát Veselí nad Moravou (v minulosti též děkanát Strážnice) je územní část olomoucké arcidiecéze. Tvoří ho 15 farností. Děkanem je Mons. Václav Vrba, farář ve Veselí nad Moravou. Místoděkanem je Mgr. Josef Jelínek. V děkanátu působí 9 diecézních a 4 řeholní kněží. Kostelů a kaplí je 28.

## Historie
Děkanát byl založen v roce 1660 jako tzv. děkanát strážnický podle města Strážnice. Na konci 17. a do poloviny 18. století se nazýval veselský podle Veselí nad Moravou. Poté se opět vrátil k názvu strážnický, který nesl až do reorganizace děkanátů v roce 1952, kdy mu opět připadl název děkanát veselský, který platí až dodnes.

## Seznam farností
| Farnost                        | Správce                                                    | Farní kostel             |
| ------------------------------ | ---------------------------------------------------------- | ------------------------ |
| Blatnice pod Svatým Antonínkem | R. D. Mgr. František Král                                  | sv. Ondřeje              |
| Hroznová Lhota                 | R. D. Mgr. Marek Výleta                                    | sv. Jana Křtitele        |
| Kněždub                        | R. D. Mgr. Jan Bronisław Turko                             | sv. Jana Křtitele        |
| Kuželov                        | administrátor excurrendo R. D. ThDr. Josef Vysloužil, PhD. | Nejsvětější Trojice      |
| Lipov                          | R. D. Mgr. Petr Wnuk                                       | Všech svatých            |
| Moravský Písek                 | administrátor excurrendo R. D. Karel Šenk                  | sv. Anny                 |
| Nová Lhota                     | administrátor excurrendo R. D. Mgr. Norbert Waclaw Nawrath | sv. Matouše              |
| Radějov                        | administrátor excurrendo R. D. Mgr. Dawid Bartochowski     | sv. Cyrila a Metoděje    |
| Rohatec                        | R. D. Karel Krumpolc                                       | sv. Bartoloměje          |
| Strážnice - Panna Maria        | administrátor excurrendo R. D. ThLic. Lukasz Karpiński     | Nanebevzetí Panny Marie  |
| Strážnice - svatý Martin       | R. D. ThLic. Lukasz Karpiński /administrátor)              | sv. Martina              |
| Sudoměřice                     | P. Mgr. Dawid Bartochowski (administrátor)                 | Krista Krále             |
| Velká nad Veličkou             | R. D. ThDr. Josef Vysloužil, PhD.                          | sv. Máří Magdalény       |
| Veselí nad Moravou             | Mons. Václav Vrba                                          | svatých Andělů strážných |
| Vnorovy                        | R. D. Mgr. Josef Jelínek                                   | sv. Alžběty              |